# 椿りか
椿 りか（つばき りか、1998年6月5日 - ）は、日本のAV女優。

## 来歴

### 下積み期
2017年4月1日、大島ひなとしてAVデビュー。活動は2作品に留まり、以降は川崎のソープランドに勤務。
2019年には風俗総合サイト・ヘブンネットの全国ミスヘブン総選挙2019にて神奈川ソープ部門・第1位と全国ソープ部門・第5位の高い評価を受ける。
2020年6月13日、椿りかに改名し、再デビュー。2022年時点で名前の出ない作品を含め、1000作品以上に出演していた。

### パチンコ演者として著名に
パチンコ業界界隈では「りかしゃふちゃん」として2021年頃より活動。きっかけは女優来店イベントの企画代理店会社がパチンコ来店の企画も行っていたため。2022年10月18日の「パチ裏ワイドショー」では「一見アヴァンギャルドに感じる発言内容も、実は宣伝手段の一つだったりと自由奔放かつウィットに富んだネット使用法が話題」と取り上げられた。パチンコ・パチスロライターのヒロシ・ヤングは「一本筋の通ったクズ」と初対面した際に呼んでいる。2022年10月22日の来店イベントで負けたら引退することをYouTubeで発表。引退は回避している。
2022年12月17日、フォーティーフォーマネジメント退所を報告。新事務所は非公開。パチンコ関連の仕事は事務所を通さず個人で請け負っている。
月刊FANZA発表「このAV女優がすごい!2022冬」女優編において、AV女優としては新人ではないものの、パチ演者としては新人ということで、ライターの松澤チョロが「りかしゃふちゃん」として新人賞に1票投じた。
2023年3月29日、交通事故にあったことを報告。全身打撲のため約2週間休養する。
2023年12月25日週FANZA通販フロアランキングにて、『姉の友達がエロ過ぎる！！ 高偏差値なのにSEXハードル激低でいわゆる絶倫系の超ヤリまんビッ痴 椿りか』（h.m.p）が第5位を記録。徐々にAV業界でも知名度が上がり、企画単体女優として人気も上昇した。

### サンバ作品でブレイク
2024年6月3日週FANZA動画フロアランキングにて、同年2月配信の『【ド派手Gカップ】サンバでエロすぎギャルをナンパ！網目からこぼれるケツに視線釘付け！チ●コにしゃぶりつき自分でマ●コをイジっちゃう！突くたび暴れる巨乳サイコー！アナルがヒクヒク可愛いw深夜の中出しカーニバル開幕ッ！！【Carnivalナンパ】【RIKA】 椿りか』（DOC）がランキング10位に急浮上。同年8月19日週FANZA動画フロアランキングでは同作品が第10位に再浮上。椿によるとこの作品が当たってから出演オファーが増え、「とりあえずこの女優使えばバズるんじゃね?」という状態になり、スケジュール的には毎月の半分がAV撮影、月3～4本がパチンコ関係となった。
2024年9月9日週FANZA通販フロアランキングにて『東京に5年前引っ越した幼馴染が超絶ギャル化して再会 誘惑されて童貞喪失と初めての中出し体験した夏の日の筆おろし 椿りか』（椿鳳院）が初登場6位ランクイン。同年11月11日週では『ちんしゃぶ彼女紹介します。 椿りか』（h.m.p）初登場2位ランクイン。
2025年2月10日週FANZA通販フロアランキングでは、出演した『MOODYZファン感謝祭 バコバコバスツアー2025 素人17名とAV女優17名の1泊2日大乱交 新世代AVオールスター覚醒！』が予約段階で初登場3位を記録。
2025年2月17日週FANZA動画フロアランキングにて出演した『【VR】モテないボクに訪れたミラクル！！禁断の儀式をしたらまさかの巨乳サキュバス5姉妹召喚！！1vs5のヤリまくり無限∞射精ハーレム新婚生活』（KMPVR-彩-）が初登場9位。

## 人物
大島ひな時代はT155cm B89 W59 H88、パイパンであったが、椿りかではT157cm B88 W55 H84、パイパンではなくなっている。出身地未公表だが、映画出演時には「地元は横浜」と発言。
東京スポーツは「白肌巨乳のドスケベボディ」、「はらませ願望を刺激する丸みを帯びた腰回り」と体型を例えている。
「りかしゃふちゃん」の由来は名前+社会不適合者（しゃふ）。

## 作品

### アダルトビデオ
大島ひな名義
- ガチ素人娘密着ドキュメント！アダルトチャットで人気No.1のくびれ爆乳少女大島ひなちゃん（仮）公開オナニーが完全ガチイキ！Hとお金が大好きなのでAV出演交渉！チャットオナニーか・ら・の専属デビュー！（4月1日　E-BODY）
- 人気No.1スリム＆巨乳エロチャットレディの密着！初AV撮影現場！チャット時代のファンたち呼んで生セックス見せつけスペシャル！（5月1日　E-BODY）

椿りか名義
- お客様アンケート全国ランキング5位！川崎1位！ 今すぐ会いに行ける現役ソープ嬢で名門・お嬢様女子大生AVDEBUT！！ 椿りか（6月13日、ムーディーズ）
- オヤジのハメ撮りドキュメント ねっとり濃厚に貪り尽くす体液ドロドロ汗だく性交 椿りか（7月13日、Fitch）
- ソープで働くと決めた巨乳の妹が僕を練習台にしようと毎日追いかけ無理やり搾精生活 椿りか（7月19日、OPPAI）
- りか（8月1日、やり狂う！スケベなセフレ達）
- 田舎から夢を追って上京したはずがいつの間にか同じ会社のイケメンクズ野郎のクズチ○ポに完堕ちしていたボクの彼女。 遠距離NTR 椿りか（8月19日、エムズビデオグループ）
- おマ●コ搾精ジェットフライト！キャリーちゃん！パックリ谷間にへそ出しキャビンアテンダントが搭乗！巨根に頬ずりスケベウーマン！！ケツ肉素股プレスで射精不可避w全身全霊ローションプレイで、さぁあなたもエロフライトへGO！？【えろコスリレーバトン9人目】（8月21日、SUKEKIYO）
- Gカップの偏執ラブ美少女！！奇跡の美G乳の全方位チン包みパイズリでガチ勃起！！ゴムいらない！！精子が欲しい！！と狂愛…いや純愛の生SEX！！しあわせのケイレン騎乗位で連続昇天！！カニばさみ正常位で全精子を残さず注入！！/AV男優の電話帳/No.039（8月21日、プレステージプレミアム）
- 120％リアルガチ軟派伝説 vol.87 仙台っ娘の美マン食べ比べ！！美少女5名に全員中出し！！（8月21日、プレステージ）
- 「ずっと前から先輩のことが好きでした…」女子○生ドキドキ告白中出しソープランド！ 大好きな先輩と勇気を出してヌルヌルローションソーププレイ！ 「先輩…入れてもいい…？」ドキドキがとまらない女子○生からおねがいする生挿入＆中出しエッチ（8月21日、プレステージ）
- 神G乳の頭も美巨乳も天然美少女！！ノリよし！！カラダよし！！感度よし！！濡れよし！！締まりよし！！いいところ挙げればキリがない！！マジ理性クラッシュのワイルドSEXでガチ逝き！！リピ確実の素敵な時間のお値段は100円！！パパ活の神様ありがとう♪/パパ活成敗/十一人目（8月23日、プレステージプレミアム）
- リカ（8月26日、しろうとまんまん）
- E乳従順スキニーMANA◆G乳変態マゾRIKA（8月27日、MERCURY（マーキュリー））
- チ●コ3本10回搾精！つばさちゃんに革命を。特上Gカップのソープ嬢！？本業で鍛え抜かれたローション捌きで即抜き連打w巨乳圧パイズリでヌキ、ローション素股でヌキ、極上マ●コに中出し必至！彼女こそ、伝説の変態美女「ローションの魔術師」である！！！【しろうと変態革命15人目】（8月28日、SUKEKIYO）
- 完全顔出しガチナンパ！とっても優しい天使みたいなナースさんに包茎インポ童貞3重苦男子のオナニーの介抱してもらいました！！かわいすぎる裸体にズル剥けフル勃起したち●ぽを白衣の奥にズブリ！金玉空になるまで何度も中に出しました！【6人収録5時間2周年特別編】（8月28日、赤面女子）
- 図書館勤務のぎゃるビッチ グラドル級巨乳生ハメ（8月30日、バビロン/妄想族）
- りか（8月31日、俺の素人）
- りかりー（9月1日、しろうとまんまん）
- 彼女の‘妹’に小悪魔誘惑されて…！？ すぐそこに彼女がいるのに、止まらないささやき淫語（9月4日、プレステージ）
- つばき（9月4日、素人ホイホイZ）
- 素人女子大生ガチナンパ！ファーストキスの童貞君と舌ジュボDeepKISSしてくれませんか？「ちゅぱぁレロレロ…はぁはぁ…じょうずね、気持ちいいよ」当然フル勃起させてしまう包茎ち●ぽを責任もって素股筆おろししてください！！…（9月11日、赤面女子）
- りか（9月14日、俺の素人）
- 『一緒にお風呂入ろう』『水着を着て泡風呂にするから恥ずかしくないでしょ！』巨乳義妹と自宅の狭い風呂で泡風呂！でも結局水着からポロリしまくり…（9月17日、Hunter）
- 小悪魔すぎる巨乳妹と狭い湯船で混浴風呂。成長しすぎたおっぱいを押し付けられ勃起した僕に妹は何度も中出しを懇願してきた三泊四日間。 椿りか（9月17日、ROYAL）
- PREMIUM巨乳グラドル筆おろし撮影会！ 童貞カメコが大好きなグラドルにダメもとでチェリー卒業をお願いしたら…「いつも優しいから…」とまさかのOK！（9月18日、プレステージ）
- 私を調教して下さい。ご主人様専用言いなり喉メイド 椿りか（9月20日、ダスッ!）
- ワシ専用！！いいなり人妻中出しメイド 義父の命令は絶対服従。種付け調教の日々―。 椿りか（9月20日、マドンナ）
- 射精をあおる悶絶神テク嬢！濃乳Gカップの精液吸出し性感女子大生と密会戯れハメ撮り 椿りか（9月21日、オーロラプロジェクト・アネックス）
- エロティックチアガール椿りか（9月25日、GENEKI）
- 「えっ！今、中に出したでしょ？」早漏をゴマかす暴発後の延長ピストンで抜かずの追撃中出し！！ 椿りか（10月1日、ワンズファクトリー）
- 完全主観で楽しむ椿りかとの新婚生活（10月1日、プラネットプラス）
- 上司の年下妻をテイクアウトNTR 何度も密着セックスに没頭して中出し肉便器堕ち 椿りか（10月2日、h.m.p）
- 『突然のゲリラ豪雨で幼馴染の服がビショビショの下着がスケスケでドッキドキ！』しかも濡れて体が冷え切った幼馴染は『一緒に温まろう…』と言って…（10月3日、Hunter）
- 見ただけで悶絶するレベルの巨乳に巨尻…気ままで怠惰なエロボディお姉さんのビッチな一日。椿りか（10月8日、クリスタル映像）
- イカせの天才！おっぱい密着パイズリ回春エステ 凄乳テク連射中出しフルコース 椿りか（10月13日、ムーディーズ）
- 「トロけさせてア・ゲ・ル…」 誘う…W巨乳痴女教師-誘惑授業- 詩音乃らん 椿りか（10月13日、アイデアポケット）
- 120％リアルガチ軟派伝説 vol.89 夏盛り！心もカラダも開放的な郡山美人を乱獲！！（10月16日、プレステージ）
- 僕を子供扱いするイトコのお姉ちゃん！！ 無防備おっぱい全開でいきなり混浴！！童貞チ○ポをパイズリ洗いで何度もヌキまくる！！ 椿りか（10月17日、OPPAI）
- りぃか（10月21日、MOON FORCE）
- 一撃ナンパ！GET！！ミス○山学院コンテストファイナリストの神美女完落ち！驚愕マン汁スプラッシュ！ナンパからハメるまでノーカット配信SP！（10月23日、桃太郎映像出版）
- 聖水領域 難癖社長にお漏らし調教された美人秘書はマシュマロ柔肌の太ももを濡らす。 椿りか（10月24日、ダスッ!）
- 排卵日にムラムラ汗だく巨乳妻は隣の住人に淫らな中出し誘惑 椿りか（10月24日、痴女ヘブン）
- 彼女が横で寝てるのに… 泥酔した巨乳パイセン2人に百戦練磨のコンビネーション痴女夜這いされ我慢できず中出ししちゃったクズチ●ポ逆NTR（10月24日、kawaii*）
- 下卑た小父様たちに 輪されるって蕩けちゃう…。 椿りか（10月25日、オーロラプロジェクト・アネックス）
- 不妊旦那のために身を捧げる若妻… 特濃精子を溜めた独身絶倫オヤジと汗だく種付けSEXに溺れた3日間 椿りか（10月31日、ワンズファクトリー）
- 入社1日目から巨乳女上司2人に追撃射精ハーレム逆3Pでチ○ポがバカになるまでヌカれた僕。 椿りか 辻井ほのか（10月31日、ムーディーズ）
- お兄ちゃん！一緒にお風呂入ろうよ！水着を着て泡風呂にするから恥ずかしくないでしょ！ 椿りか（10月31日、Hunter）
- スケベ女子のスライムおっぱい無双-このカラダこそ私の最強の武器- 椿りか（11月1日、S-Cute）
- 絶対レイプ 某大手一流企業の受付嬢編 椿りか（11月6日、アタッカーズ）
- パパ活成敗っ！ 【ナマイキ娘をタダまんダマし喰い】 03（11月6日、プレステージ）
- 【東北が生んだ鬼GAL×中出し4連発】東北最強GALがぎゃるしべにやってきた！東北絶頂イーグルス4番みっしぇる！山崎バリに飛ばすハメ潮！！銀次も仰天ッ秒速5秒イキ！！まー君も脱帽ッ無限性欲中出し！！辛口ノムさんもボヤいたッ「みっしぇる神の子どエロい子」次回予告「2013年、あの奇跡をもう一度の巻」【ギャルしべ長者37人目みっしぇる】（11月7日、Jackson）
- 友人の母親と2人だけの秘密。おばさんに無理矢理中出しセックスしたことは…。 椿りか（11月7日、VENUS）
- りかさん（11月9日、素人参加バラエティ）
- 募集素人若奥様マシンバイブチャレンジ！最後まで潮を吹かなかったら100万円！負けたら中出しSEX！Vol2（11月12日、サディスティックヴィレッジ）
- 巨乳女子大生の枕就活旅行 汗まみれで、極太肉棒に奉仕するセックスの天才ヤリマン娘！性交と射精に塗れた1泊2日の絶頂記録。 椿りか（11月13日、オーロラプロジェクト・アネックス）
- ガチナンパ！ 潮吹きが凄い敏感女子に生チ○ポを挿れたらお願い！ヤめて！と言いつつ腰をガン振り連発アクメ！ 147イキ！17射精！（11月15日、ピーターズ）
- マゾ乳中出し 椿りか（11月19日、ゲインコーポレーション）
- ギャラ飲みで出会ったGカップ巨乳ギャルに料金プラス↑↑口説いてホテルにGO！ 突けば突くほどアゲアゲ興奮MAX！「もっと突き上げて！た〜り〜な〜い〜！」エスカレートする超ノリノリ絶倫ギャルだった…（11月22日、ナンパJAPAN）
- 罠に堕とされた美人妻 椿りか（11月23日、オーロラプロジェクト・アネックス）
- 宿泊ドックの数日間に看護師をする彼女の親友とセックスしまくった VOL.4 椿りか（11月26日、DANDY）
- 痴●師にパンストの中でかき回し手マンされ美脚を震わせながらイキ潮を吹かされた女子○生（11月26日、ナチュラルハイ）
- ショップギャル店員動画（11月27日、MERCURY（マーキュリー））
- MOON FORCE CHEERS ぱこぱこしろうとコレクション。 vol.5（11月27日、プレステージ）
- はだかの家政婦 全裸家政婦紹介所 椿りか（12月1日、プラネットプラス）
- 「誰のフェラが一番気持ちいい？」突然できた義理四姉妹はヤリマンフェラチオモンスター！何度中出しさせられてもフェラで何度でも勃起させられて…（12月5日、Hunter）
- りか(21) S-Cute Gカップ黒髪娘のおっぱい揺れるH（12月5日、S-CUTE）
- 「おっぱい乗ってますけど…」超タイプの巨乳義母と入浴セックス 椿りか（12月6日、VENUS）
- 大好きだった部下を監禁してヤリ漬け調教した全記録 椿りか（12月6日、GENEKI）
- シリーズ50回記念！！ついに恥らい娘達の卑猥なワレメが餌食に！？タオル一枚男湯入ってみませんか？掟破りの過激挿入ミッションでおじさんチ○ポは大暴走！10名全員SEX超豪華8時間SP（12月8日、SODクリエイト）
- 川の字で寝ていたホロ酔い巨乳女友達2人が布団の中に潜り込んできて僕のチ○ポで性欲を発散しまくるハーレム逆3P（12月10日、DANDY）
- SOD女子社員 野球拳 ロケの準備をする女子社員に突撃！ 制作部 廣瀬梨花（12月11日、SODクリエイト）
- 幸運の中出しチケットを手に入れて大好きなあの娘に会いに行く 椿りか（12月11日、桃太郎映像出版）
- ぬるてかローションで巨乳を擦りつけ、兄を誘惑する潤滑姉妹の奪い愛。 稲場るか 椿りか（12月12日、ダスッ!）
- 裏手コキクリニック〜完全版〜 「医療現場の今…」 性交クリニック12 選抜された看護師4名による業務的エキスパート中出し性交処置180分＋スペシャリスト吐精看護総集編180分 6時間SP（12月15日、SODクリエイト）
- 飲み会で泥酔して目覚めたら2人の女子社員に介抱されながらパイズリされていた 挟み抜きWスライム巨乳痴女 辻井ほのか 椿りか（12月17日、OPPAI）
- 一般男女モニタリングAV 近親相姦しちゃった姉弟のその後まで追跡スペシャル 心優しい巨乳の姉と未だ童貞の弟が素股にチャレンジしたら勢い余ってヌルッと生挿入で筆おろし！禁断の中出し！！…した後日談:姉弟の何度も繰り返される近親相姦を家庭内盗撮 3（12月17日、ディープス）
- りか(21) S-Cute 清楚な顔してキスからスケベなH（12月19日、S-CUTE）
- 全身性感帯！～G乳揺らして濡れイキまくるし連射させまくる！～ 椿りか（12月21日、SEX Agent/妄想族）
- 変態Mパパを濃厚メスイキさせる天然小悪魔なパパ活痴女 椿りか（12月21日、MEGAMI）
- オナナビ〜超カメラ目線で見つめながら挑発オナニーナビゲート〜（12月21日、SEX Agent/妄想族）
- りーか（12月24日、おっぱい先生）
- 久々に会った従姉のお姉さんと濡れ透け汗だく近親相姦中出し性交 椿りか（12月25日、TMA）
- シロウト女子個人撮影ハメ撮り日記 全てを包み込むスライム乳 りかちゃんGかっぷ 椿りか（12月26日、シャーク）
- りか(21) S-Cute With デカパイ娘に小さな水着着せてハメ撮りH（12月26日、S-CUTE）
- しろうとがーるvol1 えっちなしろうと娘 3名 全員ナマ中出し（12月27日、しろうとがーる/妄想族）

- 夜行性看護師（うさぎ） 小生意気な巨乳娘がメス化するまでの露出記録（1月8日、SUN）
- SOD女子社員 突撃！いきなり野球拳 特選おっぱい10番勝負 全員SEX4時間！（1月12日、SODクリエイト）
- 痴女歯科衛生士のゴム手袋手コキ マゾ射精CLEANING！ 3（1月17日、MEGAMI）
- 可愛い顔してデカ尻！！ 椿りか（1月17日、MARRION）
- 一人暮らしを始めた僕の部屋へ通う姉と近親相姦盗撮性交（1月22日、TMA）
- 巨乳専門・妹レンタル りかちゃん 椿りか（1月23日、JUMP）
- 椿りかストリップ・ダンスやります！ 椿りか（1月24日、1113工房/妄想族）
- 続・調教から始まった野外倉庫監禁記録 椿りか（1月24日、GENEKI）
- 【パイズリ女神】攻撃力最強Gカップの歯科衛生士を彼女としてレンタル！口説き落として本来禁止のエロ行為までヤリまくった一部始終を完全REC！！水着デートを楽しんだ後は、ホテルでエロコスSEX！！どエロLv.99のエロ神に暴発不可避！！？？全ての男が勃起する究極テクとG乳振り乱し激イキSEXで抜きまくれ！！【セックスIQ255】（2月7日、プレステージプレミアム）
- イケメンにしか抱かれたくない！ゆるふわビッチ でも絶倫チ●ポには抗えずヨダレ垂らしてイっちゃったよ…（2月7日、リコピン/妄想族）
- 寝取らせ検証『妻を綺麗に撮りたい』プライベートカメラレッスンでマイクロビキニを着せた巨乳妻と講師を2人きりにしたら…SEXしてしまうのか？VOL.2（2月11日、コスモス映像）
- M男たちの射精寸前煩悩チ○ポを焦らし寸止めされ続ける最高のM性感風俗 椿りか（2月13日、M男パラダイス）
- 大嫌いな男と出張で騙されて-温泉宿で犯●れる- 椿りか（2月22日、GENEKI）
- ラグジュTV 1371 「官能の世界を深く知りたい…」美しき音楽プロデューサーがAV界へと舞い降りる！清楚な見た目に豊満な美乳を携え、見た目とは裏腹に魔性の如く激しいキスで男を虜にして、しっとり汗ばむグラマラスボディをカメラの前へと曝け出し、自慢の騎乗位で快楽に溺れ悶えイク！（2月26日、ラグジュTV）
- 終電逃したバイトの先輩が僕の部屋でホロ酔いお泊り！！ エロノリ全開の神乳ビッグ4と朝までオッパイまみれハーレム中出し大乱交！！（2月27日、ムーディーズ）
- 昔はカッコよかった 実写版 活発だったけど今は不登校の姉と弟の少し切ない純愛えっち 椿りか（3月2日、SODクリエイト）
- だれとでも定額挿れ放題！月々定額料金さえ支払えば、校内の女子生徒や女教師でも誰でも挿れ放題！エピソード0（3月6日、Hunter）
- 一般男女モニタリングAV 合宿中に男湯で連続中出ししちゃった部員たちのその後まで追跡スペシャル みんなの憧れの巨乳女子マネージャー限定！合宿中の男湯で男子部員たちのチ○ポの悩みを解決してくれませんか！？ 勃起が収まらない童貞部員を優しく筆おろし！さらに男子全…（3月6日、ディープス）
- 人生Switch〜サイコーなパパとムスメ〜 椿りか（3月11日、ROCKET）
- セックスするにはワケがある！勃起した患者をほっとけない 優しすぎる看護師10人（3月11日、DANDY）
- 【裏風俗】【激烈4連射】【G乳＆神尻のエチエチ究極進化BODY】能力値をエロに全振りした射精テクが凄い！口内射精・手コキ・顔射・中出し…エロスの無限宇宙に全精子を吸い尽くされる！！（3月12日、黒船提督）
- 週末、両親不在で… 僕の部屋は爆乳ビッチ達の溜まり場と化した。（3月13日、E-BODY）
- 初恋の人の娘 実写版-原作-やればできる娘。累計販売数2万越え！人気CGコミックを2次元ボディで実写化！ 椿りか（3月13日、ムーディーズ）
- 少しでも長く貴女のパンチラを見ていたいのでチ○ポはゆっくり弄ってください（3月14日、アロマ企画）
- 私はあなたの奴●です…どんな命令でも従います…奴●調教で変態覚醒 椿りか（3月17日、グローリークエスト）
- パイしべ長者 巨乳から更に大きな巨乳を紹介してもらい続ける数珠つなぎの旅（3月18日、OPPAI）
- 変態男とドライブデート 椿りか（3月22日、GENEKI）
- 素人女子大生が自宅で高収入バイト！ーヌードデッサン編ー視線だけで濡れてしまう敏感ボディ娘が勢揃い！マ●コの奥までリアルに描かれ、羞恥による快感はどんどん加速！最後は生で挿れられ、ハメ潮吹きまくってイキまくり！（3月26日、赤面女子）
- 巨乳水着ギャルばかりを狙う海の家ナンパエステ20（3月26日、変態紳士倶楽部）
- りか（3月26日、％OFF）
- パンティ見て勃起してるの？変態さんだね。だったら足コキで充分だよね。（3月31日、グローリークエスト）
- 【18歳の若き超新星】【超デカパイG柔乳】【すげーデカ尻】【連続追撃超中出し】【暴走痙攣イキッぱなし】エロいエロいエロ過ぎる！18歳のピチッピチ超新星ギャル襲来！！！デカ乳揺れればデカ尻も揺れまくる！イキッパナシの狂いっぱなしで超イクイクッ大痙攣！エグい程にエロい18歳ギャルが爆ぜる！ ギャルすたグラム♯012（4月2日、ギャルすたグラム）
- 女子○生の義妹は僕を男とみてないのか無防備なので我慢できずにハメてしまった…2（4月3日、Z-MEN）
- 【配信専用】ヌキ無し店なのに…超過剰サービスで疲労も精子もぶっ飛ぶ！！リピート確定！搾精メンズエステ ＃3（4月8日、DOC）
- 【イってる絶頂】イ●スタにエロい自撮りを載せる、G乳ギャルをSNSナンパ！！超絶激イキ潮吹き体質！！痙攣絶頂しながら飛び出る淫語を是非耳に焼き付けてください！「イってるっ！イってるっ！！」「子宮がおかしくなっちゃうううう！！」「イクところ見たい！！見せて！！！！」【イ●スタやりたガール。其の拾淕】（4月11日、Jackson）
- 透ける黒ストと爆乳が男を誘う。あどけない顔とは裏腹な性欲！（4月13日、E★人妻DX）
- #ハメられたガール りか（4月13日、Girl’s Blue）
- いつでも好きなタイミングで誰とでもエッチ出来ちゃう カワイイ巨乳女子大生だらけのシェアハウスに入居したボクは受験勉強そっちのけで…（4月14日、Hunter）
- 一般男女ドキュメントAV ほろ酔い爆乳女部下たちと宅飲み→逆セクハラ→朝まで中出し（立場逆転）2（4月14日、ディープス）
- 素人妻限定ナンパ！ 童貞君Hの練習素股でビン勃ち○ぽが「あっ！ヌルっと入っちゃった！」気持ち良すぎて激ピストン中出し（4月15日、ロータス）
- 無自覚ギャルビッチ 椿りか（4月18日、GENEKI）
- 新○生！媚薬すり込みキメセク育成中出し J○りかGカップ（4月18日、堅者の食卓/妄想族）
- 敏感薬エステ襲激2 異常に感じやすくなったマ○コを無数の手で責められ拒みながらも絶頂が止まらない女（4月22日、ナチュラルハイ）
- 向かい部屋の巨乳お姉さんを隠し撮り。 盗撮と鬼シコしているのがバレて乗り込んできたのでギン勃ちチ●ポ見せつけ鬼ピスでメス堕ちさせた件。（4月23日、変態紳士倶楽部）
- 女子○生全身女体図鑑 第一号（5月2日、アロマ企画）
- ノーブラノーパンで挑発してくるスケベ奥さんが隣に引っ越してきた！ 椿りか（5月5日、グローリークエスト）
- 見た目も中身もエロエロ！！巨乳で巨尻なビッチ系女子の気ままな休日。椿りか（5月8日、クリスタル映像）
- ブラコンが過ぎる巨乳妹とその巨乳の友達に挟まれおっぱいハーレム3P！！（5月13日、DOC）
- 「お兄ちゃんワタシと赤ちゃん作ろう！」可愛すぎる妹の誘惑に勝てなかったボク…。昔からボクに懐いていた妹は贔屓目に見てもカワイイ過ぎる…。（5月14日、Hunter）
- エッチな女子○生の濡れ染みパンチラオナニー（5月14日、アロマ企画）
- 「『私で勃起しちゃったの？』包茎チ○ポから剥けチン勃起までを見た巨乳叔母さんは子供扱いしていた甥っ子とはいえ発情を抑えられない」VOL.3（5月20日、DANDY）
- TSUBAKI(21) 素人ホイホイ・セフレ・巨乳・美人・おっとり・肉食・Sキャラ・2発射・美少女・清楚・くびれ・ローション・オイル・ハメ撮り（5月20日、素人ホイホイ）
- エステで貪られた巨乳 椿りか（5月22日、GENEKI）
- 巨乳人妻温泉鬼畜非道レ●プ映像（5月28日、青空ソフト）
- 兄嫁を家庭内ストーカー！我慢できずに危険日中出し13連発！はじめは嫌がっていた兄嫁も何度も何度も中出しし続けたら興奮しだして自ら中出し懇願！（6月4日、Hunter）
- ま○ことアナルおっ広げ！くぱぁ淫語挑発美少女（6月8日、アロマ企画）
- 女性専用風俗【ファンタジーマッサージ】モニター募集（嘘）にホイホイやってきたマ●コもノリも超軽い巨乳ビッチを 特製媚薬オイルでぬるぬる覚醒させて痙攣イキしまくっている隙に何度も勝手に生パコ中出し！（6月16日、kira☆kira）
- 『これ見ても私たちとエッチしたいと思わないの？本当は我慢してるんでしょう？』ボクとエッチしたがる超絶可愛い清楚系ヤリマンビッチの幼馴染たち（6月16日、Hunter）
- ゆいぴっぴ（6月19日、しろうとヤッホー）
- 「GAL数珠つなぎドキュメントギャルすたグラムBEST ＃004 トリプルG爆乳SP 神GAL3人！ 淫語あり！ 18歳乳首イキあり！ ランチキ淫獣あり！ 全員追撃中出し8発射で贈る至高の245分ッ」（6月19日、はめちゃん。）
- りか先生（7月2日、俺の素人-Z-）
- 完全顔出し現役ナースをガチナンパ！白衣の天使がEDに悩む男を改善！ギン勃ちしたら喜んで中出しセックスまでさせてくれました！（7月8日、アイエナジー）
- 大きすぎて悩む弟のデカチンをちっちゃいマ○コをメリメリいわせて受け入れる姉（7月8日、ナチュラルハイ）
- H、F、H、Gカップ！！かわいい巨乳現役保育士さんが裸エプロン1枚で童貞君の筆下ろし！？エプロンからポロリとハミ出すぷるるんおっぱい授乳手コキで童貞君も保母さんもムラムラ…母性とマン汁が溢れるお股にぬぷぷっと生挿入wwおま○こ奥に童貞ザーメン射精され…（7月9日、赤面女子）
- 昼間からオナニーを見せつけ旦那様を誘惑する変態家政婦さん！！VOL.02（7月10日、ケイ・エム・プロデュース）
- 彼女と間違えて妹の方と即ハメ生ピストン！気づいたのは膣中出しの最中だった！！5（7月10日、Z-MEN）
- 彩 売れ筋タイトルをまるごと収録豪華3本立てSP！！冬愛ことね/椿りか/藤森里穂（7月15日、KMPVR-彩-）
- ママ友喰い 無限ループ vol.5 りか 小顔でデカ尻精飲ママの絶叫乱舞（7月15日、HALENTINO/妄想族）
- 混浴温泉で乳首をしつこく刺激する乳吸い責めに欲情した女は湯しぶきが立つハードピストンの快感で中出しを拒めない6 総勢20人総集編付き2枚組 豪華版（7月22日、ナチュラルハイ）
- 【大乱交屋外“6P”スペシャル！！ギャル3人全員…巨乳！！夏の大爆振SEXスペシャル！！】まさに酒池肉林！！右からギャル！！ギャル！！ギャル！！全員G乳以上のはい天国！！テンション爆上げでお触りオッケ！！ゴムはNO！！どえれぇ性の祭典の始まり始まり！！今回は白ギャルボインの生意気美女の大乱れソロSEXも…収録！！ /男優のセフレ/ヤリサーSP（7月23日、プレステージプレミアム）
- 【夏の巨乳GAL詰め合わせ！！全員Gオーバーのド淫乱ギャル×3の屋外6P大乱交SP！！】まさに酒池肉林！！右からギャル！！ギャル！！ギャル！！全員G乳以上のはい天国！！テンション爆上げでお触りオッケ！！ゴムはNO！！どえれぇ性の祭典の始まり始まり！！今回は顔エロい！！乳エロい！！尻エロい！！全身セックスシンボルの赤い淫魔ソロ連続搾精も収録！！ /男優のセフレ/ヤリサーSP（7月24日、プレステージプレミアム）
- 【巨乳G超えデフォ3人のド淫乱ギャルが屋外で6P性の祭典SP！！最終章：最淫ちびビッチ激イキ編！！】酒池肉林！！右からギャル！！ギャル！！ギャル！！全員G乳以上のはい天国！！テンション爆上げでお触りオッケ！！ゴムはNO！！どえれぇ性の祭典の始まり始まり！！この最強GALの3人目！！トリを務めますのは…チビびっち最淫GAL！！超弩級感度でビクビク連続中出し昇天も収録！！ /男優のセフレ/ヤリサーSP（7月25日、プレステージプレミアム）
- イケてる女子グループが学校の屋上にプールを設置！制服×プール×水着のエロ過ぎる組み合わせに勃起して…去年まで女子校だった学校に編入したら…（7月30日、Hunter）
- 病院中の男のアナルを犯す天才S痴女ナースがいるM性感クリニック 椿りか（7月31日、MEGAMI）
- 常に乳首いじりメンズエステ 2（8月12日、アイエナジー）
- 中出しブルマん娘 りか（8月12日、フェチ眼）
- Mご主人様を弄ぶS型ご奉仕小悪魔痴女メイド 椿りか（8月14日、M男パラダイス）
- ナチュラルハイ夏スペシャル 敏感（恥）巨乳痴●2021 完全版 10人全員SEX 乳首ビンビンVer. 2枚組8時間（8月26日、ナチュラルハイ）
- おしっこ114連発 98人（9月2日、グローリークエスト）
- 痛いと気持ちいいで脳汁ダラダラ！！ 噛みつき快感手コキ 2（9月4日、M男パラダイス）
- 【胸・尻・感度←金メダル級！？】モバイルバッテリーを借りてサムライ女子とパコパコSP！！君は4年後ナニの金メダル目指す？騎乗位？！ベロテク？！いちゃいちゃ大好き！！急速充電 SEXで中イキ外イキどっちもウェルカムの巻ww【充電させてくれませんか？NO.21】（9月8日、SUKEKIYO）
- 椿りか 神パンスト OL編 OLスーツの美脚を包んだ生ナマしいパンストを完全着衣でムレた足裏からつま先を味わい尽くす！時には顔騎や足コキ、時にはお尻にコスってぶっかけとやりたい放題！発情させられた女の変態調教絶頂プレイを楽しむフェチAV（9月9日、親父の個撮）
- 【日焼けギャル×セックス依存症】LiKAちゃん★ビキニ居酒屋で働くSEX依存症の黒ギャルビッチが性欲解放！禁欲期間を経てムラムラ度MAXな肉食女子と絶倫男優が求め合う潮吹き絶頂イキ放題SEX！【YORU★like.10】（9月18日、SUKEKIYO）
- 巨乳セールスレディの義姉がリストラされて 椿りか（9月20日、STAR PARADISE）
- びしょ濡れになった巨乳を痴●され雨を弾くほどの乳揺れ騎乗位で昇天イキする敏感女（9月23日、ナチュラルハイ）
- アナルのシワの数までハッキリわかる！ノーモザイク連続絶頂アナル見せオナニー4（9月23日、アイエナジー）
- 友達に誘われた部活がヤリサー部だった-野外倉庫でゆれる二つの巨乳-（9月25日、GENEKI）
- 巨乳ゆれるザーメン天国 240分！（9月25日、GENEKI）
- りかこ（仮名）（9月27日、高揚）
- さんざんおマ○コにチ○ポ欲しそうな素振りしてたのに最後はおマ○コ見せつけ脚コキで射精させる「匂わせ女子」（9月30日、アロマ企画）
- セルフパイ舐め4（10月2日、MARRION）
- 人妻の浮気心 椿りか（10月2日、人妻援護会/エマニエル）
- 日サロに来た生意気ギャルにわからせ中出し！！理不尽で傲慢な減らず口にぶっかけ精子！（10月7日、DOC）
- 「あ～何かいつもより気持ちいい！」酔っ払ってエッチしたくなった彼女が跨った相手は彼氏ではなく彼氏の親友！だった事に気づかずそのまま即挿入！（10月8日、Hunter）
- と〜っても柔らかいマシュマロバストにスーパーくびれの黒ギャル爆誕！！甘え上手なエロ黒姉さん 椿りか（10月12日、MERCURY（マーキュリー））
- 手足を拘束され目隠しされてる男に遭遇したお姉さん、縛ったままでチ○ポや乳首を弄りまくる！（10月14日、アロマ企画）
- ガチでリアルに！！モデルさんの自前ナマ下着でパンチラ撮らせてもらいました（10月21日、アロマ企画）
- 『お兄ちゃんが彼女できるまで私が彼女になってあげよっか？』親が再婚して突然できた新しい義妹はとにかく可愛くて優しくてボクの事を本当の兄の（10月22日、Hunter）
- そこは知る人ぞ知る先祖代々続く由緒正しきソープランド泡多家。家族総出でソープランドを経営！女は泡姫として男は裏方として働いている。そんな（10月22日、Hunter）
- 爆乳黒ギャルで海ナンパ！ 椿りか（10月23日、GENEKI）
- 抱きたい身体NO.1！マシュマロG乳を密着させて客を煽る超ドすけべオイルマッサージ！ガチガチに凝り固まった身体とチ●ポを解きほぐす！（10月25日、ドキュメントdeハメハメ）
- 【日焼け跡】巨乳即持ち帰り2回戦＋α★勝手に販売。日焼け巨乳ぎゃるJAPANESE（/・ω・）/（10月27日、MERCURY（マーキュリー））
- 予約半年待ちリピ率100% 某メンズエステ店 密室×密着 イキ過ぎた禁断サービス 2（10月28日、DOC）
- 素人一撃ナンパ！！GET！ ミス○山学院コンテストファイナリストの神美女 ＆ ゆるふわ女子有名TikT●k●rを一撃即パコ！～ ナンパからハメるまでノーカット配信SP！！（10月30日、桃太郎映像出版）
- 『私、脱いだらすごいんだからね！』2 まだ子供…と、お子ちゃま扱いしていた年下の女子○生幼馴染が実はスタイル抜群の女性になってて思わずフル勃起（11月5日、Hunter）
- 全裸家政婦さんのねっちょり密着！泡洗体＆ご奉仕セックスVOL.04（11月6日、ケイ・エム・プロデュース）
- 椿りかの淫語M男イジメ（11月6日、犬/妄想族）
- 追跡中出し痴漢2 ～ギャルグループを1日中尾行して全員犯す～（11月11日、ナチュラルハイ）
- 悪徳ゲス老人のSNS黒ギャルハンティング 椿りか（11月13日、グローリークエスト）
- りかちん（11月16日、俺の素人-Z-）
- どこへでもドア「キャー、エッチ！何でここにいるの！？早く出てってよ！」そのドアを使うとどこへでも行けるんです！そしてどこででもイケるんです！（11月19日、Hunter）
- again 究極の巨乳 椿りか（11月20日、GENEKI）
- これがチクラチオだ！乳首を責めながらセルフイラマチオする奉仕型ドM女たち（11月25日、ナチュラルハイ）
- 「私でイカない男はいない」最強女子大生VS「女性が怖くて勃たない」遅漏男子 どっちが勝つのかタテ×ホコ対決ナンパ！ いい女すぎてインポ君の理性崩壊！ぶちギレ勃起！ものすごい量の精子が出てるのに狂ったように中出しし続け素人女子がガチ失神！（11月26日、赤面女子）
- チ●ポに飢えてた超絶美少女が絶賛オマ●コSALE中だった件（12月4日、桃太郎映像出版）
- 『お兄ちゃんいつまで我慢できるかな～？』ヤリマン小悪魔義妹の凄テクを我慢出来たら童貞喪失！生中出し放題！義理の妹はとにかくエッチ大好きで…（12月10日、Hunter）
- ●校時代地味で目立たなかった幼馴染が上京して大学デビューまさかの（うぇーい系） リカ（19）（12月11日、椿鳳院）
- アパートの階段に溜まっているヤンキー女子たちがカワイくてエロ過ぎる格好をしているので思わずガン見したら…引っ越した先のアパートは治安が悪くて（12月24日、Hunter）
- スライムの様に柔らかくて大き過ぎる妹の胸に我慢できずに揉んでしまった件。ボクには巨乳過ぎる妹がいます！触れたら想像以上に柔らかく大興奮！（12月24日、Hunter）
- 青チェ円光特別編 6（12月24日、蜃気楼）
- 妄想爆発 妹が裸でウロウロするもんで目のやり場に困るんだが…！？ 椿りか（12月27日、MERCURY（マーキュリー））
- 【個撮】 フェラなら撮らしてくれた！ あ〜んぐり口内射精10人（12月28日、HALENTINO/妄想族）

- バイノーラルでイク 耳元で囁かれながら受けるジラし淫語フェザータッチ性感愛撫（1月6日、アロマ企画）
- 無防備（1月6日、STAR PARADISE）
- 近所の胸チラがエロ過ぎるスライム巨乳の若妻達！？着替えを覗いてるのがバレて痴女化した奥様に杭打ち騎乗位で激ピス責めされて満足するまでご奉仕させられた！！（1月13日、SWITCH）
- 美人妻センズリ鑑賞 奥さんの下着姿でコイていいですか？（1月20日、STAR PARADISE）
- 最下層おち●ぽに激惚れするスクールカースト一軍痴女ギャル 深田結梨 椿りか（1月21日、ダスッ!）
- 天然爆乳 椿りか-ゆれる乳に興奮して-（1月22日、GENEKI）
- 一般男女モニタリングAV×マジックミラー便コラボ企画 ギャルはチ○ポを見るとすぐにまたがるという噂は本当か！？ 令和ギャルがフル勃起したデカチ○ポを生挿入してヤバすぎる腰振り騎乗位で連続中出し！…では足りず全員追撃2SEX！発射合計12発（1月28日、ディープス）
- 完全主観で楽しむ○○との新婚生活4枚組スペシャルBOX（3）（2月1日、プラネットプラス）
- 新宿ヤリマンクルージング！日本一人がいる街でチ○ポ求めて逆ナンハメ狂いツアー 辻井ほのか 椿りか（2月4日、ROYAL）
- 中年のオジサンを手玉に取る姉ギャルモデル りか22歳 椿りか（2月22日、デジタルアーク）
- 自分専用Wテカ尻痴女ギャルトレーナーに1滴残らず搾り取られた夜 椎木くるみ 椿りか（3月10日、電脳ラスプーチン）
- 個撮で出合った女が肉便器に堕ちるまで 椿りか（4月12日、GENEKI）
- むちむちの太腿と尻を好きなだけ触らせてもらえるミニスカ回春エステ（4月19日、アロマ企画）
- 女髪と女顔をベロベロ舐めたい 椿りか（5月12日、レイディックス）
- 椿りか＆ちゃんよた エロ過ぎボディの2人が密着Wレズ解禁（6月14日、ビビアン）
- デリヘルでみつけたドM天使-実写版- 辻井ほのか 松本いちか 椿りか（7月12日、Hunter）
- 私の希望でレズします by椿りか（7月16日、GENEKI）
- 女性専用 乳首こねクリニック健康診断2（8月11日、ROCKET）
- 椿りか むちむち美尻 神ブルマ ロリ美少女やぽっちゃり娘にピチピチブルマ＆体操着を着せ、ハミパン、ムレムレワレメを毛穴まで見えるほどの超ドアップ接写！さらに尻コキ、着衣お漏らし放尿やブルマぶっかけ等ブルマ好きに送る完全着衣フェチAV（11月10日、親父の個撮）

- 正真正銘生中出し俺だけの可愛いセフレは巨乳敏感BODY生ハメ生中淫乱ガール3SEX（4月12日、First Star）
- 男とみれば見境なくヤリまくるトロトロ巨乳の発情ビッチバニー激パイズリ×激フェラ×激騎乗位で雄チ○ポ喰い 椿りか（9月19日、ドグマ）
- 即ハメ 生ハメ 中出し 全部OK！ノリで何でも許しちゃう極エロビッチGAL在籍！裏パコ専門デリヘル！！椿りか（10月19日、MILK）
- 巨乳ギャルな彼女の親友が…むちむち肉感パイズリと淫らな吸引おしゃぶりで求愛してくる逆NTR性交 椿りか（10月24日、ケイ・エム・プロデュース）
- 突然のゲリラ豪雨に打たれて濡れ透けレズビアン 憧れの先輩にビチョ濡れ巨乳で密着誘惑されて…理性吹き飛び求め合った絶倫レズ性交（11月14日、ビビアン）
- イジメが原因で〇校中退してニートだったボクが…定時制〇校に入学したらクラスメイトは全員シングルマザー！！どうやら女慣れしてない童貞のボクが可愛いみたいでまさかのモテ期に初めての青春到来！！（11月14日、ケイ・エム・プロデュース）
- ご主人様を華麗なドSプレイで性癖グチャグチャにする拘束×監禁の射精監獄メイド強性奉仕プリズン（11月14日、ケイ・エム・プロデュース）
- 淫語コンビニOPEN（12月7日、ROCKET）
- パパ活で稼いでるだけのくせに弱者男性を完全に見下している人気インフルエンサー女 クソ生意気でムカついたので腹いせに●して人生滅茶苦茶にしてやります。 斎藤あみり 椿りか（12月12日、ROOKIE）
- むっちりタイトスカートのOLを潮が枯れるまで何度も何度もイカせて膝をガクガク痙攣しながら絶頂させる（12月26日、	ケイ・エム・プロデュース）

- 美女と野獣 ～ギャルとキモオタ～ 性欲つよつよ 陰キャで冴えないキモオタ男子の極太チ○ポの虜になった美少女ギャル。チ○ポの味が忘れられなくて今日もキモオタと孕ませ中出しSEX！ 椿りか（1月9日、ROOKIE）
- 姉の友達がエロ過ぎる！！ 高偏差値なのにSEXハードル激低でいわゆる絶倫系の超ヤリまんビッ痴 椿りか（1月16日、h.m.p）
- 派遣マッサージ師にきわどい秘部を触られすぎて、快楽に耐え切れず寝取られました。 椿りか（1月30日、h.m.p）
- 小悪魔寸止めとグリグリ顔騎で教師をバカにする生意気ヤリマンギャル達の挑発パンチラ学園（1月30日、ケイ・エム・プロデュース）
- 知人デリヘル。本番ナシのデリヘル呼んだら、高圧的な先輩がやってきた。 椿りか（2月13日、ダスッ!）[19]。
- 淫語MAX 下品な言葉で責め立てる ド痴女過ぎるムチムチビッチと肉弾ハメ狂いSEX 椿りか（3月7日、MILK）
- エンドレス追いかけ回し中出し！「ずっと姉弟でヤってたのに…！」姉ちゃんに関係を切られそうになった僕は誰のチ〇ポが1番か理解らせてやった。 椿りか（3月26日、ROYAL）
- TSF世界改変スクール（4月11日、ROCKET）
- 酔っパコごっくん巨乳GAL！鬼カワビッチにキンタマカラッポ痴女られナイト！ 椿りか 真矢みつき（4月16日、チキチキカマー/妄想族）
- 【神ギャル殿堂入り】ギャルがやっぱり最強説! vol.8（5月21日、チキチキカマー/妄想族）
- 本格SM解禁!! 椿りかが奴●調教でマゾ覚醒!! 椿りか（5月22日、グローリークエスト）
- 無反応セックス スマホ依存の姉妹はハメられてることに最後まで気づかない。（5月28日、まるかあの/妄想族）
- 再会した同級生に学生時代の恋心を未練たっぷり押し付けられて敏感巨乳を責められ理性ぶっ飛ぶほど痴女られ続けたレズビアン免許合宿。（6月11日、ビビアン）
- 椿りかの凄テクを我慢できれば生★中出しSEX！（8月6日、ワンズファクトリー）
- 素人プカプカ りか＆ゆあ（11月15日、素人プカプカ）※「FC2での作品名は【バイギャル】クラブトイレでイチャついてるW美巨乳ギャルのWフェラでぶっ飛び→お持ち帰りレズ解禁パーティー」共演：丸山結愛
- 巨乳×デカ尻!! 超ビッチな痴女GALレズFUCK!! 乙アリス/椿りか（12月10日、グローリークエスト）
- コスプレ妄想エロファンタジー 巨乳と巨尻、ヒョウ柄バニーと網タイツの着衣SEX 椿りか（12月17日、ミル）
- ちんしゃぶ彼女紹介します。椿りか（12月20日、h.m.p）
- 【男の家巡り系エロインフルエンサー】居酒屋で出会ったチ●ポ大好きド淫乱極上ギャル！自宅に着くなり玄関先で即フェラ抜き！Gカップのデカ乳揺れればデカ尻も揺れまくる！底なし性欲で朝から夜までSEX三昧！【性癖、ハメ撮り】【つばさ】 椿りか（12月21日、DOC）

- シロウト観察 モニタリング ギャルバイブス全開！素人M男を喰い散らかして中出しフルスロットルSEX！ DVD販売店編 ＆ 海水浴場編 椿りか（1月7日、桃太郎映像出版）
- ボーイッシュで男友達みたいな幼馴染の意外すぎるSEXYランジェリーと成熟したカラダにフル勃起 今まで何も思わなかったのがウソみたいに何度も中出ししまくった 椿りか（1月14日、アリスJAPAN）
- 平然ビッチ女学園 バコバコ新学期編（2月6日、ROCKET）
- 義父におよつぎを孕まされたセガレの嫁 夫には言えませんがあの日お義父様のお世継ぎさんを身籠もってしまったなんて… 椿りか（3月11日、JET映像）
- 絶対射精ない人気男優×絶対射精せるレジェンド女優『SEXの鉄人～我慢出来たら生中だし～』絶対射精したくない人気男優×絶対射精させるレジェンド女優～史上最強の膣圧精搾り上げ～神の腰使い【水川潤】（3月7日、BOTAN）
- 昏●強● 世間知らず3名、全員中出し（3月11日、レアルワークス）
- MOODYZファン感謝祭 バコバコバスツアー2025 素人17名とAV女優17名の1泊2日大乱交 新世代AVオールスター覚醒！（3月18日、ムーディーズ）
- ギャルコス痴女 椿りか（3月18日、ミル）
- 媚薬オイルで発情が止まらないドスケベスペレズ痴女（3月25日、AVS collector’s）
- オナニーするなら、これ一択です。椿りかの本気スケベが詰まったオンリーワンコンプリートベストッ！（3月29日、DOC）
- ブリブリガンギマリDJ媚薬ハブ酒オーバードーズキメセク SEASON7 椿りか（4月1日、バビロン/妄想族）
- ずっとボクをイジメてきた巨乳ギャル姉が勃起薬でガンギマリ！胸糞エロすぎて思わずズボハメしたら下品すぎるアへ顔でイキまくるんで中出しをヤメられない！！ 椿りか（4月1日、ディープス）
- デカチンさん！いらっしゃ～い！ SEX偏差値激高の女子大ヤリサー合宿は混浴温泉でハーレム逆ナン！金玉からっぽになるまでヤリまくり中出しさせまくり！！（4月24日、オフサイド）
- パイ活！！オイルぬるぬるおっぱい温泉おもてなしデート 椿りか（5月6日、FunCity/妄想族）
- デカ尻巨乳ギャルがパンストプレイ初体験！脚フェチ性癖を全て受け入れ連続ガチイキ！！ 椿りか（7月29日、オリンポス）

### アダルトVR
- 「しぃー！声出さないで…目覚ました…？あっ、気持ちイイ！ダメッ！イッちゃう！お願い…このままエッチさせて…！」爆乳で超エロエロ！！小悪魔すぎる親友の彼女に…親友カップルと宅飲みしてたら、何かと視線を合わせてくる親友の彼女！… かなちゃん（7月21日、ジャックポットシステム）
- 子供を送った後は…〜月に1回2時間だけの不倫関係〜りかさん（8月28日、unfinished）
- 椿りか 客観×主観VR 見ただけで悶絶するレベルの巨乳に巨尻…気ままで怠惰なエロボディお姉さんのビッチな一日。（9月10日、CRYSTAL VR）
- 人妻中出し不倫旅情 椿りか（9月30日、TMA）
- あなたは主人公！エロ漫画の主人公みたいにありえないほど超絶エッチな超モテモテ体験しませんか？ ボクの事を今でもお兄ちゃんと言って慕ってくれる年下のカワイイ幼馴染がいます！『ねぇ〜こっち見て！』『ダメ！こっち見て！』その子たちはどうしてもボクと…（10月8日、Hunter）
- お嬢様の同級生はまさかの人気No.1巨乳ソープ嬢だった！？童貞のボクに優しい気配りと極上マットプレイしてくれる夢の筆下ろし体験VR 椿りか（10月23日、E-BODY）
- 濃密的粘着プレイによって引き出される絶頂欲 体内の分泌物がぐちょ濡れに噴き出す深イキ性交 椿りか（10月28日、KMPVR-彩-）
- 人気NO.1ソープ嬢 椿りかの極上マットテクニックを 1客観アングル（椅子くぐりアナル舐め） 2寄りアングル（泡洗体＋Gcupパイズリ） 3天井特化アングル（騎乗位） で味わい尽くす自宅ソープ体験VR（11月5日、kawaii*）
- 趣味SEX、職業SEX。天才的射精術を持つ射精マニアの現役風俗嬢 椿りか（11月25日、KMPVR-bibi-）
- 姉フェチ 可愛くて物知りでいつも優しくて世話好きなふわふわ巨乳の姉貴はブラコンすぎて僕の頼みを断れず中出しをさせてくれる（11月30日、SODクリエイト）
- 見舞いに来た彼女の横でメロメロ誘惑してくる巨乳小悪魔ナース 椿りか（12月1日、RADICAL-KMPVR-）
- 「ゴメンナサイ私ばっかり気持ちよくなっちゃって…」本番禁止の出張オイルエステ店でタイプのお客様相手にお店に内緒で生ハメ中出しSEXされて乱れまくっちゃうエステティシャン りか（Gカップ） 椿りか（12月3日、こあらVR）
- 超Sランク嬢の出張変態ヘルス〜無双Gカップの絶頂サービスが卑猥過ぎて虜になる〜椿りか（12月4日、CASANOVA）
- 隣に住むお姉さんのノーブラおっぱいが刺激すぎたので…レ○プ＆追撃ピストンでイカセまくり！！するとイキまくったお姉さんから今度は激騎乗位でイカされるVR！！ 椿りか（12月9日、ワンズファクトリー）
- 妖艶な表情で見つめられ厚い唇で濃厚接吻＆全身リップ 豊満な乳房で僕を包み込み精子を欲しがる極上で都合のいい女 椿りか（12月31日、TMA）

- 温泉に入っていたらまさかの『タオル一枚 男湯入ってみませんか？』の撮影に出くわしてエッチな素人娘さんにヌかれちゃったVR 160分SP（1月7日、SODクリエイト）
- 女子校生の口をひたすら弄るVR（1月8日、ケイ・エム・プロデュース）
- 僕んちの温泉宿に巨乳AV女優の田中ねねと彼女の爆乳友達4人がご宿泊！？大ファンの僕は我慢できずに入浴中の裸を覗いていたらバレてしまい…5人のボイン女子大生とまさかの連続生中出しSP（1月18日、DANDY）
- 【夢の新風俗】温泉街で噂の、巨乳おっパブ嬢が極上サービスしてくれる露天風呂（1月21日、SODクリエイト）
- 淫語と唾責めのご褒美プレイ！！唾液痴女の口移しVR（1月23日、ケイ・エム・プロデュース）
- 目が覚めたら頭上で彼女とその女友達が濃厚レズプレイの真っ最中！？そういえば、彼女の部屋で一緒にご飯を食べていたら、男にフラれた彼女の友達が泥●状態で現れて…ちょっと待て！なんでボクはフルチンなんだ！？戸惑うボクに彼女と女友達が「ねぇ、どっちが…（2月3日、お夜食カンパニー）
- 汚しまくれ。男の生臭い精子を塗りたくれ！！女子校生に顔射するVR（2月5日、ケイ・エム・プロデュース）
- セルフ射精管理VR〜痴女的なフェラチオ手コキパイズリに耐えて至高のエクスタシーを味わいたい人へ〜（2月26日、CASANOVA）
- 「顧問になってください！」学校イチ人気者の先生になった僕 美少女キャプテンたちが色仕掛けで誘惑してくる週末のハーレム◆濃密汗だくSEX（3月18日、SODクリエイト）
- ねぇねぇ、この子買ってよ！！ 友達を売りに来た円光斡旋女子○生2（3月24日、ワンズファクトリー）
- ボクの部屋はいつの間にかワケあり家出少女たちの溜まり場！Hは決して嫌がらないし何度、中に出しても文句言わない。何が…床特化もあるしやや天井特化の覆いかぶさり騎乗位もある最後の家出VRはいい女だらけ！THE Final Edition床特化＆やや天井特化極上女子SP（3月30日、お夜食カンパニー）
- 教祖になってひたすら崇拝されながらSEXできる世紀の大変態祭（5月10日、SODクリエイト）
- 口移しBEST 口から口へ…大量の粘液を含有した天使の雫（5月22日、ケイ・エム・プロデュース）
- 新アングル！地面特化VR 【M男専門風俗】四つん這い手コキヘルス（6月3日、SODクリエイト）
- 密着汗だくSEX BEST180分 高濃度なフェロモンが高めていくエロス！！（6月12日、KMPVR-彩-）
- 椿りかの騎乗位特化アングルSPECIAL VR！！ ギャル尻！アナル！顔！ヨダレ！あお向けアングルだからエロすぎる究極の射精体験！！（6月23日、ワンズファクトリー）
- 美女12名125分！超絶景ガン見オナニーVR 股間ガン見！顔ガン見！乳ガン見！アナルガン見！見たいオナニーがココにある！（7月3日、CRYSTAL VR Plus）
- 抑えきれない男の欲望を実現！絶対にやってはいけない一線を越えるラジカルVR 30作品300分ベスト（7月6日、RADICAL-KMPVR-）
- 騎乗位専科（7月9日、CASANOVA）
- 公衆便女 椿りか（7月9日、プリモ@VR）
- 皆さん心して見て下さい！開始0秒でエッチ開戦です！！学校の近くで見つけた秘密基地は学校でイケてるヤリマングループのたまり場になってしまった！！（7月20日、Hunter）
- 完全着衣ザーメンぶっかけ（9月3日、プリモ@VR）
- 超々天井特化！頭上にも美女！下半身にも美女！上から下から同時に攻めてくるオイルエステで極楽3P！！2（9月15日、Hunter）
- 新人ソープ嬢講習の客役で三輪車コース生中出し！！2 即尺～スケベ椅子～潜望鏡～マットで生中出しまで、新人Gカップ嬢2人とベテランGカップ嬢による高級店濃密サービスを忠実体験VR（9月24日、Hunter）
- 天井特化アングルVR ～性欲が高まっているリカちゃんの性欲解消セックス～ 椿りか（10月21日、ケイ・エム・プロデュース）
- シン・時間停止 ―女湯イタズラ大戦争VR―（10月28日、SODクリエイト）
- すっぴん顔面特化VR（11月1日、ケイ・エム・プロデュース）
- フェラ顔でヌキたい人へ（11月1日、ケイ・エム・プロデュース）
- お姉ちゃんと相部屋のボクのチ○ポを、お姉ちゃんの目を盗んで狙ってくるお姉ちゃんのギャル友達！さらにそれを聞いた友達がボクとエッチしにやってきたのを目撃してしまったお姉ちゃんと3Pしちゃった！その日以来、お姉ちゃんはボクとのセックスに夢中になって…（11月18日、お夜食カンパニー）
- 一緒にオナニーしよ？二人でした方が気持ちいいよね！（12月18日、ケイ・エム・プロデュース）
- 乳首特化VR（12月31日、ケイ・エム・プロデュース）

- 【VR】【8K】【超騎乗位特化】僕を拉○した凄テクトリプルギャルにノンストップ逆レ4Pで搾り取られた！（2月3日、SODクリエイト）
- 【VR】SNSで知り合った人見知り初心者コスプレイヤーと1対1の撮影会をして言葉巧みに生ハメ生中出し！ 椿りか（2月28日、DOC）
- 【VR】匂い・嫉妬・独占欲 愛情重めな彼女の3種の束縛法 椿りか（3月1日、KMPVR-彩-）
- 【VR】俺のことが好きすぎる巨乳の女上司彼女とオフィスでツンデレおねだり全開完全受身の生中SEX 椿りか【8K】（3月12日、P-BOX VR）
- 【VR】来たぜ僕らの桃源郷！！ 凄テクのパリピ嬢たちが入れ代わり立ち代わり精子を貪るテンアゲ大車輪PARTY！！ 最高潮のバイブスで発射無制限の超SSS級ハーレムGALソープ（3月14日、KMPVR-bibi-）

## 出演

### テレビ
- MCOS presentsコスプレファッションショー2023（2023年1月15日、パラダイステレビ）[20]

### ウェブドラマ
- 真・夜王伝説２ ネオン街No.1の夢と肉欲の罠（2023年5月3日、ネクスタシーEX、シネポップ）[21]

### 映画
- 密着巨乳姉妹 おっぱいは知っている（2024年11月29日、オーピー映画）- サヤ 役[22]

### インターネット配信
- YouTubeチャンネル「FALENO Official Channel 聖ファレノ女学院」（2025年6月20日、YouTube）